# O Hobbit: A Desolação de Smaug
O Hobbit: A Desolação de Smaug (em inglês:  The Hobbit: The Desolation of Smaug) é um filme de fantasia e aventura de 2013, dirigido por Peter Jackson. É o segundo filme da trilogia que foi adaptada a partir da obra de mesmo nome do escritor britânico J. R. R. Tolkien. Os três filmes juntos agem como prequela para trilogia O Senhor dos Anéis, também dirigida por Peter Jackson, lançada entre 2001 e 2003. O longa foi lançado em 12 de dezembro de 2013 em Portugal e em 13 de dezembro de 2013 nos cinemas brasileiros. A história dá continuidade aos eventos ocorridos em The Hobbit: An Unexpected Journey, em que o hobbit Bilbo Bolseiro viaja com o mago Gandalf na companhia de treze anões liderados por Thorin Escudo de Carvalho para o Reino de Erebor, levando-os através da Floresta das Trevas, Cidade do Lago e Cidade de Dale para combater o dragão Smaug. Jackson escreveu o roteiro com seus colaboradores de longa data de O Senhor dos Anéis, os co-roteiristas Fran Walsh e Philippa Boyens, e Guillermo del Toro, este último foi originalmente escolhido para dirigir a trilogia O Hobbit. O filme é estrelado por Ian McKellen, Martin Freeman, Richard Armitage, Benedict Cumberbatch, Evangeline Lilly, Lee Pace, Luke Evans, Ken Stott, James Nesbitt e Orlando Bloom.

## Enredo
Um flashback de um evento ocorrido na cidade humana de Bri mostra Gandalf, o Cinzento (Ian McKellen) convencendo Thorin Escudo de Carvalho (Richard Armitage) a ir atrás da Pedra Arken, que poderá fazer de Thorin o rei de Erebor. Gandalf menciona que ele precisa recrutar alguém ágil e sorrateiro – Bilbo Bolseiro (Martin Freeman) – para roubar a Pedra Arken da Montanha Solitária, que é guardada pelo dragão Smaug (Benedict Cumberbatch). Doze meses depois, imediatamente após o término do primeiro filme, Bilbo, Gandalf, Thorin e o grupo de anões são caçados por orcs através de Carrocha, onde eles encontram o troca-peles Beorn (Mikael Persbrandt) em sua forma de urso. Gandalf leva o grupo a procurar refúgio numa casa próxima que parece ser o lugar onde vive Beorn, quando em sua forma humana. Após dizer que odeia anões, mas que odeia orcs ainda mais, Beorn empresta seus pôneis ao grupo para que eles escapem.
Gandalf separa-se do grupo antes destes entrarem na Floresta das Trevas, pedindo a eles que sigam pela trilha e o esperem no mirante antes de adentrar a Montanha Solitária. Após perderem a trilha na floresta, os anões são capturados por aranhas gigantes. Bilbo, com a ajuda d'O Anel, consegue livrá-los das teias das aranhas. Enquanto lutam contra elas, os anões são capturados pelos Elfos da Floresta. Tauriel (Evangeline Lilly), a elfa chefe da guarda, enamora-se por Kili (Aidan Turner), sobrinho de Thorin. Como resultado, Legolas (Orlando Bloom), filho do rei dos elfos Thranduil (Lee Pace), fica com ciúmes.
Oculto pelo Anel, Bilbo rouba as chaves e ajuda os anões a escaparem do reino dos elfos dentro de barris vazios de vinho através do Rio da Floresta. No caminho, são atacados por orcs que os espreitavam, liderados por Bolg, filho de Azog. Kili, ao tentar abrir o portão, é atingido por uma flecha envenenada de Bolg. Rio abaixo, eles encontram Bard (Luke Evans), um arqueiro descendente do Senhor de Valle, que trabalha recolhendo barris. Juntando suas moedas, os anões pagam propina a Bard para que ele os atravesse pela Cidade do Lago, mas eles são capturados pelo Mestre da Cidade do Lago (Stephen Fry) enquanto tentam roubar armas. Em praça pública, Thorin faz um discurso e convence o povo da cidade que ele voltará com um tesouro, e o compartilhará com todos. O grupo recebe então o armamento e parte em direção à Montanha.
Enquanto isso, Thranduil descobre de um orc capturado, Narzug, que "Ele" retornou, e decide enclausurar o reino para protegê-lo. Mesmo assim, Tauriel sai para ajudar o ferido Kili e Legolas a segue. Na montanha, Bilbo decifra o enigma da última luz do Dia de Durin – que é a luz da Lua –, que ilumina a fechadura que abre a porta secreta da Montanha Solitária. Após entrarem, Thorin manda Bilbo entrar e roubar a Pedra Arken sozinho, mas ele acorda o dragão Smaug, que o descobre. Bilbo avista uma escama quebrada em Smaug, seu ponto fraco, confirmando a lenda. Enquanto isso, Gandalf, após mandar Radagast, o Castanho (Sylvester McCoy) enviar uma mensagem à elfa Galadriel (Cate Blanchett), entra conscientemente na armadilha preparada em Dol Guldur pelos orcs, e trava uma luta contra o Necromante (Benedict Cumberbatch) – de fato, Sauron –, que acaba vencendo e aprisionando Gandalf.
Os dois elfos chegam na hora em que os orcs atacam a Cidade do Lago, e se separam. Tauriel fica para curar o ferido Kili, e Legolas persegue os orcs, enraivecido. Pressentindo que algo está para acontecer, Bard tenta colocar a última Flecha Negra – que pode ferir Smaug – na balista da cidade, para que possa atingir o dragão em seu ponto fraco, mas é preso pelo Mestre da Cidade antes. Na montanha, os anões resolvem entrar e salvam Bilbo. Enganando Smaug, os anões fazem com que ele entre na forja e a acenda cuspindo fogo, e depois tentam matá-lo afogando-o em ouro derretido. Smaug, entretanto, sobrevive e sai voando pela montanha, sacudindo o ouro derretido batendo suas grandes asas. Bilbo assiste em pânico Smaug voar em direção à Cidade do Lago prometendo vingar-se com fogo, destruição e morte.

## Elenco
- Martin Freeman como Bilbo Baggins[5]
- Ian McKellen como Gandalf, o Cinzento[5]
- Richard Armitage como Thorin II Escudo de Carvalho[5]
- Dean O'Gorman como Fili[5]
- Aidan Turner como Kili[5]
- Antony Sher como Thrain[5]
- Stephen Fry como Master of Laketown[5]
- Ryan Gage como Alfrid[5]
- Lee Pace como Thraindul
- Orlando Bloom como Legolas
- Evangeline Lilly como Tauriel
- Mikael Persbrandt como Beorn
- Sylvester McCoy como Radagast
- Ken Stott como Balin
- Graham McTavish como Dwalin
- William Kircher como Bifur
- James Nesbitt como Bofur
- Stephen Hunter como Bombur
- Mark Hadlow como Dori
- Jed Brophy como Nori
- John Callen como Gloin
- Peter Hambleton como Oin
- Adam Brown como Ori
- Luke Evans como Bard
- John Bell como Bain
- Peggy Nesbitt como Sigrid
- Mary Nesbitt como Tilda
- Craig Hall como Galion
- Robin Kerr como Elros
- Eli Kent como Lethuin
- Simon London como Feren
- Cate Blanchett como Galadriel
- Benedict Cumberbatch como Smaug e Necromante (voz e movimentos)
- Manu Bennett como Azog
- Lawrence Makoare como Bolg
- Ben Mitchell como Narzug
- Stephen Ure como Fimbul

## Dublagem brasileira
Estúdio de dublagem - Delart
Produção
- Direção de Dublagem: Guilherme Briggs[6]
- Cliente: Warner Bros[6]
- Tradução: Sérgio Cantú[6]
- Técnico(s) de Gravação: Rodrigo Oliveira[6]

Elenco
| Personagem: Dublador             | Fonte |
| -------------------------------- | ----- |
| Bilbo Bolseiro: Alexandre Moreno | [ 6 ] |
| Thorin: Márcio Simões            | [ 6 ] |
| Gandalf: Luiz Carlos Persy       | [ 6 ] |
| Dwalin: Ronaldo Júlio            | [ 6 ] |
| Bofur: Jorge Vasconcellos        | [ 6 ] |
| Bombur: Anderson Coutinho        | [ 6 ] |
| Balin: Pádua Moreira             | [ 6 ] |
| Bard: Hercules Franco            | [ 6 ] |
| Kili: Marcos Souza               | [ 6 ] |
| Fili: Clécio Souto               | [ 6 ] |
| Dori: Reinaldo Pimenta           | [ 6 ] |
| Radagast: Mário Monjardim        | [ 6 ] |
| Gloin: Mauro Ramos               | [ 6 ] |
| Nori: Júlio Chaves               | [ 6 ] |
| Ori: Marcelo Garcia              | [ 6 ] |
| Oin: José Sant’Anna              | [ 6 ] |
| Samug: Ricardo Schnetzer         | [ 6 ] |
| Legolas: Philippe Maia           | [ 6 ] |
| Thranduil: Guilherme Briggs      | [ 6 ] |
| Tauriel: Sylvia Salustti         | [ 6 ] |
| Alfrid: Jorge Lucas              | [ 6 ] |
| Galadriel: Miriam Ficher         | [ 6 ] |
| Beorn: Bruno Rocha               | [ 6 ] |

## Produção

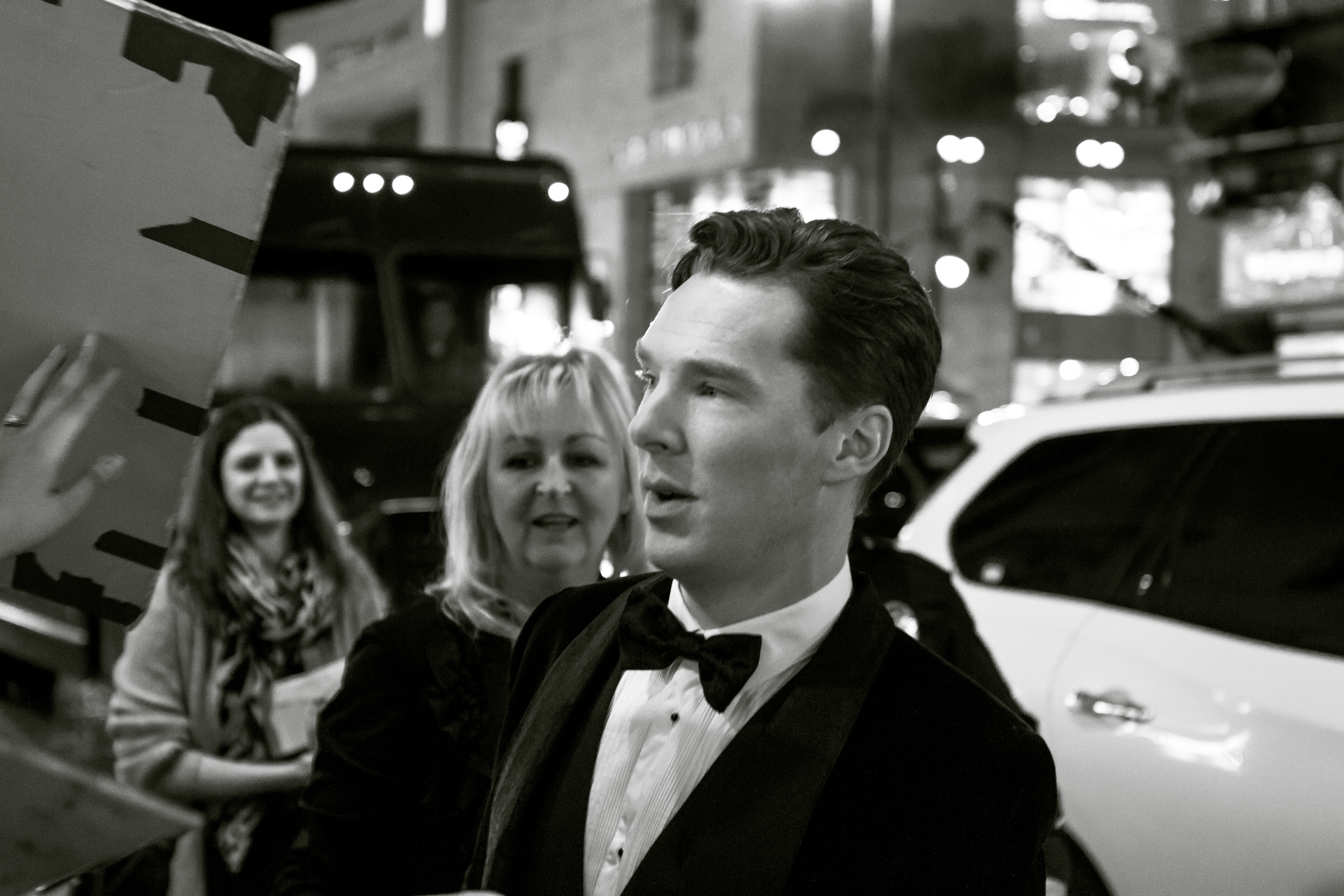
Benedict Cumberbatch na estreia de "O Hobbit: A Desolação de Smaug", em Los Angeles.

A maioria das filmagens foi concluída ao longo de 2012, terminando em julho de 2012, mas em maio de 2013, uma filmagem adicional para o filme e The Hobbit: The Battle of the Five Armies, começou na Nova Zelândia, que durou 10 semanas.

## Recepção

### Crítica
The Hobbit: The Desolation of Smaug teve uma boa recepção por parte da crítica profissional. Com a pontuação de 75% em base de 184 avaliações, o Rotten Tomatoes chegou ao consenso: "Embora ainda um pouco prejudicado por ter problemas narrativos do ''capítulo do meio" e sua extensão formidável, A Desolação de Smaug representa-se mais confiante, segundo capítulo emocionante para a série Hobbit. Por parte da audiência do site, a aprovação é de 85%.
No site Omelete, Érico Borgo escreveu que: "este segundo 'O Hobbit' é muito mais sombrio e adulto que o primeiro e divertido filme. Qualquer comparação com o 'Star Wars Episódio V: O Império Contra-Ataca' não é exagero, já que o arco pelo qual passam os personagens é bastante parecido - e o final (ou a ausência dele) igualmente agonizante", dando 5 ovos, a maior nota do site.

### Bilheteria
A estreia do filme dominou as bilheterias dos Estados Unidos, em seu primeiro final de semana o filme arrecadou 73,67 milhões de dólares. O valor foi inferior ao primeiro longa da trilogia, cuja arrecadação foi de 84,6 milhões de dólares. Apenas duas semanas após sua estreia, O Hobbit: A Desolação de Smaug somou um total de 466,6 milhões de dólares. Até o último final de semana de 2013, o filme manteve-se no topo da bilheteria estadunidense, somando cerca 190 milhões de dólares depois de três semanas em cartaz. No Brasil, até o dia 29 de dezembro de 2013, o filme havia levado cerca de 1 941 406 pessoas aos cinemas. Em 6 de janeiro de 2014, o filme havia arrecadado mais de 527 milhões de dólares fora dos Estados Unidos, havendo acumulado internacionalmente 756,6 milhões de dólares e ficando 4 semanas consecutivas em primeiro lugar, superando Frozen, da Walt Disney, em segundo lugar.
Até maio de 2014 o filme havia arrecadado 953 milhões de dólares ao longo do mundo.

## Principais prêmios
Oscar 2014 (EUA)
- Indicado para Melhores Efeitos Visuais - Joe Letteri, Eric Saindon, David Clayton e Eric Reynolds
- Indicado para Melhor Mixagem de Som - Christopher Boyes, Michael Hedges, Michael Semanick e Tony Johnson
- Indicado para Melhor Edição de Som - Brent Burge

BAFTA 2014 (Reino Unido)
- Indicado para Melhores Efeitos Visuais - Joe Letteri, Eric Saindon, David Clayton e Eric Reynolds
- Indicado para Melhor Maquiagem - Peter Swords King, Richard Taylor e Rick Findlater